# Tribenzylborat
Tribenzylborat ist eine organische Verbindung aus der Gruppe der Borsäureester mit Benzylalkohol als Alkoholkomponente.

## Herstellung
Tribenzylborat kann durch Erwärmen von Bortriacetat in Benzylalkohol hergestellt werden.

## Reaktionen
Ebenso wie Tributylborat oder Triisoamylborat eignet sich Tribenzylborat zur Veresterung von Carbonsäuren, wobei weder Katalysatoren noch ein Lösungsmittel notwendig sind. Bei der Reaktion von Tribenzylborat in Brombenzol unter Einwirkung von UV-Strahlung entstehen hauptsächlich Dibenzylether, Benzylbromid und Benzaldehyd. Unter Säurekatalyse kann Tribenzylborat zu Poly(phenylenmethylen) polymerisiert werden.

## Verwendung
Tribenzylborat kann als Insektensterilisator zur Bekämpfung von Stubenfliegen, als Bakterizid, Fungizid und Hitzestabilisator für halogenhaltige Polymermischungen verwendet werden.